# Emergency 4
Emergency 4: Global Fighters for Life (Alternativtitel: 911 First Responders) ist ein Echtzeit-Strategiespiel für Computer, bei dem der Spieler Rettungskräfte koordiniert. Es wurde von Sixteen Tons Entertainment entwickelt und von Take 2 Interactive 2006 veröffentlicht. Eine Deluxe Edition enthielt zusätzlich ein Freies Spiel und ermöglichte Sprachsteuerung. Rondomedia veröffentlichte eine Gold-Edition, welche das freie Spiel, jedoch nicht die Sprachsteuerung und zusätzlich den Vorgänger Emergency 3 enthielt. Nachfolger war Emergency 5.

## Spielprinzip
Der Spieler schickt als Einsatzleiter verschiedene Einheitentypen in den Einsatz und muss dabei sein Budget im Auge behalten. Die Feuerwehr löscht Brände und schneidet Verletzte aus Autos, Notarzt und Sanitäter kümmern sich um Unfallopfer, die Polizei überwältigt Geiselnehmer. Das Technische Hilfswerk schleppt Fahrzeuge ab und baut mobile Brücken auf. Im weiteren Spielfortschritt lassen sich zusätzliche Fahrzeuge freischalten.

## Technik
Das Spiel bot verbesserte Grafik im Vergleich zum Vorgänger und erstmals ein Netzwerkspiel. Eine verbesserte Physiksimulation lässt Bauwerke realistischer einstürzen.

## Modifikationen
Das Spiel lässt sich verhältnismäßig leicht modifizieren und entsprechend groß ist die Zahl unterschiedlicher Modifikationen. Neben realitätsbezogenen Modifikationen zur Berliner Feuerwehr, der Berufsfeuerwehr Hamburg oder den Freiwilligen Feuerwehren aus Wegberg und Winterberg in NRW gibt es auch unzählige fiktive Veränderungen. Die umfangreichste dieser Art ist die Bieberfelde-Modifikation durch welche der Multiplayermodus des Spiels eine große Wertsteigerung erhalten hat. Bei all diesen Modifikationen wurde das Spiel auch realistischer im Bereich der Einsatztaktik. So wurden sich leerende Löschtanks, Verteiler und Löschwasserversorgungen implementiert. Bei der Modifikation „Rescue Trainer Simulator“ wird ausschließlich der Rettungsdienst bespielt und die Patientenversorgung wird komplett manuell durch den Spieler durchgeführt.
Es gibt auch mehrere Modifikationen, welche das Spielprinzip komplett ändern. So gibt es eine Survivalmodifikation, in der man auf einer einsamen Insel nach einem Flugzeugabsturz überleben muss, oder eine Kriegsmodifikation, in der man mit stilisierten Kampffahrzeugen Europa, Nordafrika und den Nahen Osten einnehmen muss.

## Rezeption
Im direkten Vergleich mit Fire Department 3 sei die Steuerung weiterhin unhandlich. Vor Ort direkt die richtigen Entscheidungen zu treffen gelänge praktisch nie. Der Spieler müsste Missionen mehrfach neu starten. Das serientypische Micromanagement der Einheiten sei insbesondere bei Großeinsätzen schnell nervig. Ebenso passe das langsame Gehtempo der Einheiten ohne Konditionsaufwertung nicht zum Ernst der Lage. Das Schlauchsystem der Feuerwehr sei atmosphärisch. Feuer breite sich physikalisch plausibel aus, sei jedoch grafisch unspektakulär. Die Vermischung aus Endlosspiel und packenden Außeneinsätzen sei eine gute Idee, auch wenn sich Einsätze im freien Spiel häufig wiederholten. Die umständliche Ausstattung der Einsatzkräfte sorge für Hektik. Die KI, Bedienung und Wegfindung seien eher schwach. Das Spielprinzip basiere zu sehr auf Versuch und Irrtum.

### Auszeichnungen
Die Leser des Feuerwehr-Magazins platzierten das Spiel in einem Beliebtheitvotum auf Platz 1.